# Крюгер, Хорст
Хорст Крюгер (нем. Horst Krüger; 17 сентября 1919, Магдебург — 21 октября 1999, Франкфурт-на-Майне) — немецкий писатель.

## Биография
Крюгер вырос в Берлине. Он изучал философию и литературу в Свободном университете Берлина и во Фрайбургском университете. С 1952 по 1967 год он был литературным редактором программ на радиостанции в Баден-Бадене.
После 1967 года он жил постоянно во Франкфурте-на-Майне и работал внештатным писателем. Он писал рассказы о путешествиях, которые часто принимали этно-обзоры и писались в стиле фельетонов.
Крюгер был членом Русской академии языка и поэзии и ПЕН-клуба.

### Творчество
Началом творчества Крюгера стало исследование нацистского прошлого Германии и её последствий, раздел Германии и жизнь молодежи в Берлине. Его дебютный роман — автобиографический (оригинальное название «Das Haus Zerbrochene Eine Jugend в Deutschland или The Broken House: A Youth in Germany»). Роман считается образцовым портретом молодежи Германии во времена Третьего рейха. Получил международное признание. Его рассказы о путешествиях были переведены на многие языки мира.